# 靖献遺言
『靖献遺言』（せいけんいげん）は、儒学者浅見絅斎の主著で、中国の忠臣義士の行状について記した書。1684年から1687年（貞享4年）にかけて著され、絅斎没後の1748年（寛延元年）に刊行された。尊王思想の書としては日本人に最大の影響を与えたと考えられている。
竹内式部、梅田雲浜、吉田松陰が愛読していた。雲浜に至っては、松陰から「靖献遺言にて固めたる男」と呼ばれるほどであった。幕末に大ベストセラーとなり、勤王の志士の必読書と呼ばれ、明治維新に大きく影響した。昭和の戦時中の日本人にも影響を与え、神風特攻隊の隊員に読む者が多くいたとされる。

## 『靖献遺言』の内容
屈原、諸葛孔明、陶潜、顔真卿、文天祥、謝枋得、劉因及び方孝孺の8人の評伝である。その8人の共通することは、正統の王朝に忠義を尽くし、その王朝の敵対者には徹底的に抵抗したことである。特に後半の4人は、自分の栄達、生命、家族を全て捨ててまで反抗した。その忠義の対象は、正統性の有無だけで決まり、自分の利害はもちろん、その反抗が世の中のためになるかどうかも全く考慮しない。王朝に敵対する者に対しては、講和などは絶対せず、自分の生命のことも全く考えず徹底抗戦あるのみという生き方が正しい、というのがこの書の主旨である。
本来は日本の人物を題材とするつもりだったが、徳川幕府の統制を避けるため中国に変更としたとされ、徳川幕府を覇者として退け、王者たる日本皇室の復活を主張していた絅斎の主張が暗に示される形となった。